# Marijan Zemljič
Marijan Zemljič, slovenski inženir gozdarstva in geodet * 21. april 1925, Rečica ob Savinji, † 20. februar 2013, Ljubljana.

## Življenje in delo
Zemljič je končal 6. razredov gimnazije v Celju (1935-41) in bil skupaj z družino 1941 izseljen na Hrvaško. Decembra 1944 se je na Papuku pridružil partizanom in se boril v enotah 15. divizije na pohodu do Maribora. Po demobilizaciji je 1946 opravil v Ljubljani maturo, se vpisal na agronomsko-gozdarsko fakulteto v Zagrebu in 1953 diplomiral. Nato je opravljal geodetske meritve pri Gozdnem gospodarstvu Celje. Leta 1955 je bil na FAGV kasneje BF v Ljubljani izvoljen za asistenta na katedri za urejanje hudournikov in pod vodstvom Franja Rainerja sodeleloval s Podjetjem za urejanje hudournikov v Ljubljani. Vodil je vaje iz urejanja hudourniških območij (od 1957), honorarno poučeval ta predmet na gozdarski srednji šoli v Ljubljani (1956/57) in v Postojni (1961–66). Od 1976 je na BF v Ljubljani predaval osnove tehniškega risanja in opisno geometrijo, od 1978 pa tudi urejanje hudourniških območij. Leta 1981 se je zaposlil v študijskem oddelku Vodnogospodarskega inštituta v Ljubljani, 1986 prešel k Podjetju za urejanje hudournikov in se 1988 upokokojil. Specializacijo iz planinskega gospodarjenja je opravil 1957–58 v Nancyju kot štipendist École nationale des eaux et forêts, iz erozijske problematike pa 1963 v Grenoblu kot štipendist UNESCO. Leta 1946 je bil odlikovan z redom zaslug za ljudstvo.
Z referati se je udeležil več domačih in mednarodnih posvetov in kongresov. Ukvarjal se je s proučevanjem utrjevanja narušenih zemljišč z vegetacijo in dimenzioniranjem hudourniških pregrad, metodiko za klasifikacijo erozijskih procesov ter osnovami parametrov erozije in s hudourniki v nekaterih zlivnih območjih. Sam ali s sodelavci je izdelal več elaboratov in načrtov s področja erozije in hudourništva, vodnih pregrad, gozdnih tovornih žičnic in prometnic; vodil in izdelal je geodetsko izmero sestojev Kamniške Bistrice in gozdnogospodarsko karto tega območja (M 1:10.000, z B. Vařachom); strasiral in izdelal je projekt za gozdno cesto v pokrajini Dauphinée (Francija, 1958). Objavil je številne tehniške in ureditvene načrte ter več člankov in razprav. 